# Tombe des Jarres
La tombe des Jarres (en italien, Tomba dei dolii) est une tombe étrusque à hypogée de la nécropole de Banditaccia à Cerveteri.

## Histoire
La Tombe des Jarres  date du VIe siècle av. J.-C. et fait partie des quatre tombes du Tumulo II. Son nom provient du grand nombre de récipients (de type dolium) destinés à conserver le vin et les denrées alimentaires, avec des vases protocorinthiens et corinthiens.

## Description
La tombe à entrée unique est constituée de deux chambres dans le même axe.
La tomba degli Alari est accessible par le même dromos.